# Сквер Николая Берзарина
Сквер Николая Берзарина — сквер в Василеостровском районе Санкт-Петербурга.

## Происхождение названия
В июле 2020 года предложение о присвоении имени Николая Берзарина безымянному скверу, расположенному у дома № 91, корпус 2 на Среднем проспекте Васильевского острова, было подано губернатору Санкт-Петербурга Всемирным клубом петербуржцев, по инициативе члена клуба, историка Владимира Дервенева.
23 сентября 2020 года присвоение скверу имени Николая Берзарина было одобрено Топонимической комиссией Санкт-Петербурга.
9 декабря 2020 года сквер был назван в честь генерал-полковника, Героя Советского Союза, первого коменданта Берлина Николая Эрастовича Берзарина (1904—1945), в юности проживавшего на Васильевском острове.